# Kerrier
Kerrier war ein District in der Grafschaft Cornwall in England. Zu Kerrier gehörte auch die Halbinsel The Lizard mit dem südlichsten Punkt (Lizard Point) der Insel Großbritannien. Verwaltungssitz war die Stadt Camborne. Weitere bedeutende Orte des ehemaligen Districts sind Helston und Redruth. Die meisten Menschen leben in den zusammengewachsenen Städten Camborne, Redruth und Pool (insgesamt etwas mehr als 39.000 Einwohner).

## Geschichte
Der aktuelle Bezirk wurde am 1. April 1974 gebildet und entstand aus der Fusion des Borough Helston, des Urban District Camborne-Redruth und des Rural District Kerrier. Am 1. April 2009 wurden neben Kerrier auch alle weiteren Districts in Cornwall abgeschafft und in einer einzigen Unitary Authority vereinigt.

## Parishes
Zum Zeitpunkt der Auflösung des Distrikts umfasste sein Gebiet 32 Gemeinden (Parish):
| - Breage - Budock - Camborne - Carharrack - Carn Brea - Constantine - Crowan - Cury | - Germoe - Grade-Ruan - Gunwalloe - Gweek - Helston - Illogan - Landewednack - Lanner | - Mabe - Manaccan - Mawgan-in-Meneage - Mawnan - Mullion - Porthleven - Portreath - Redruth | - Sithney - St Anthony-in-Meneage - St Day - St Gluvias - St Keverne - St Martin-in-Meneage - Stithians - Wendron |